# Isabelle Cornish
Isabelle Cornish née le 22 juillet 1994 à Lochinvar, en Nouvelle-Galles du Sud, est une actrice et modèle australienne.

## Biographie
Elle est la sœur cadette d'Abbie Cornish.

## Filmographie

### Cinéma
- 2017 : Australia Day de Kriv Stenders : Chloe Patterson

### Télévision
- 2012 : Dance Academy (série télévisée) : Elke
- 2012 : Summer Bay (série télévisée) : Christy Clarke
- 2012-2014 : Puberty Blues (série télévisée) : Vicki
- 2017 : Inhumans (série télévisée) : Crystal